# Église nationale
Ne doit pas être confondu avec Églises nationales implantées à Rome.

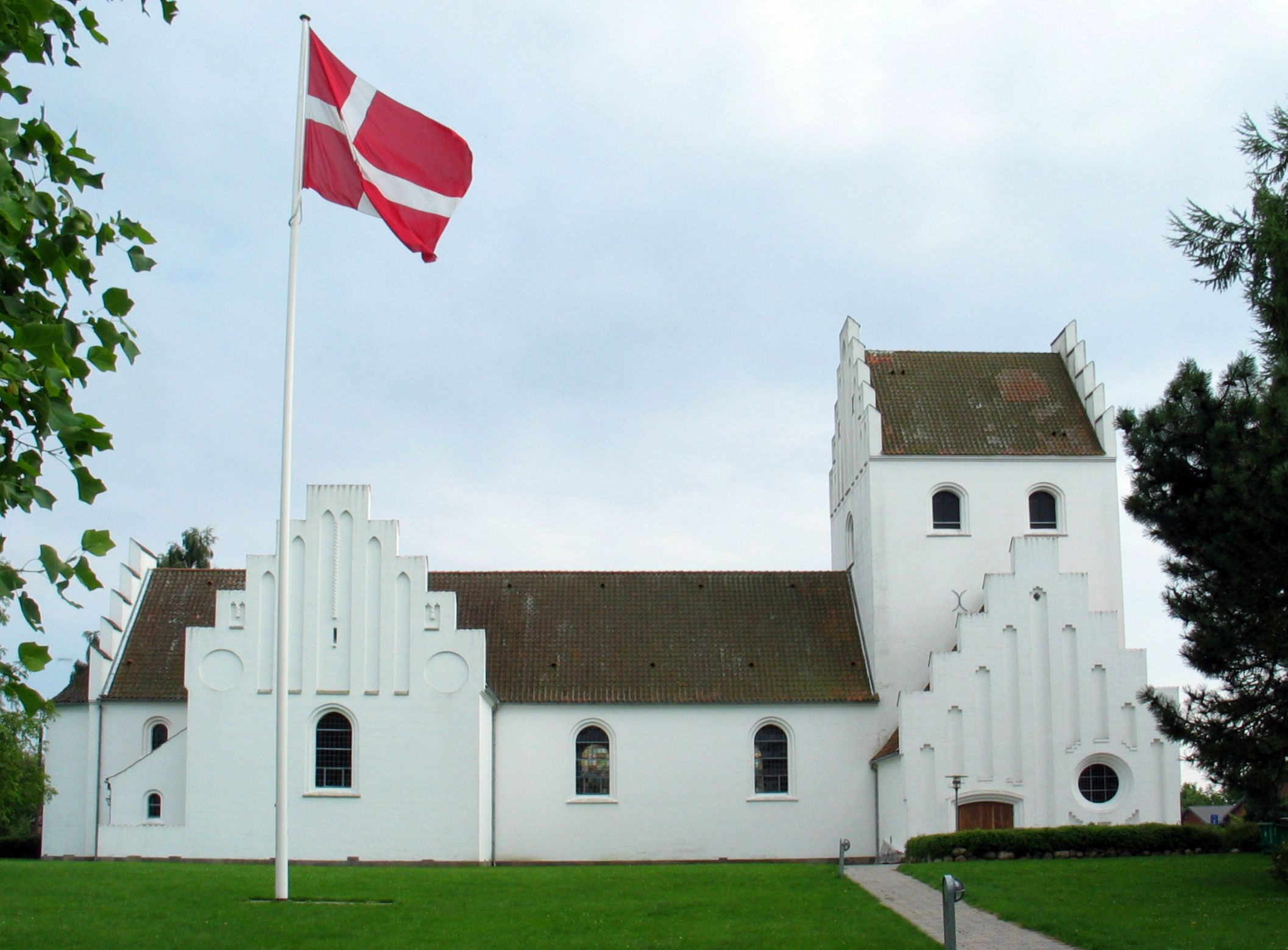
Holte Kirke en 2005, au Danemark

Une Église nationale est une Église chrétienne « autocéphale », c'est-à-dire se gouvernant elle-même dans sa juridiction territoriale, sans que d'autres Églises puissent interférer.
Au Ve siècle, l'empereur byzantin Maurice Ier cherche à imposer à l'Église son autorité (c'est le « césaropapisme ») : de gré, de force, il obtient l'accord du patriarche de Constantinople Kyriakos, mais essuie un refus de la part du pape Grégoire le Grand qui dirige alors l'Église de Rome. Dès lors, la papauté byzantine mène sa propre politique et pratique son propre rite romain dans une autocéphalie de fait, sinon de droit canon. Au IXe siècle, un autre différend oppose le pape Léon III (qui vient d'attribuer à Charlemagne la dignité d'« Empereur des Romains ») au patriarche Taraise de Constantinople et surtout à l'impératrice en titre, Irène l'Athénienne. Enfin au XIe siècle un troisième grand différend survient entre les patriarches de Constantinople et de Rome au sujet de l'archevêché d'Ohrid, initialement dévolu à Rome au sein de l'Église chrétienne, mais ayant adopté le rite grec byzantin. Ce différend, en s'élargissant à d'autres sujets, aboutira à la séparation des Églises d'Orient et d'Occident.
Après Rome, la deuxième Église autocéphale fut justement l'archevêché d'Ohrid qui, lors de la reconquête des Balkans par l'Empire byzantin en 1018, conserva son autonomie vis-à-vis du Patriarcat grec de Constantinople, continuant à employer l'ancienne langue bulgare comme langue liturgique des églises de sa juridiction dans les pays bulgares et valaques (et ce, jusqu'au milieu du XVIIIe siècle).
Aujourd'hui les églises sont classées selon le nombre de conciles qu'elles tiennent pour valides et œcuméniques. 

## Églises des deux conciles
L'Église apostolique assyrienne de l'Orient a juridiction sur les territoires habités par les assyriens : Levant, Moyen-Orient, diaspora. L'Église malabare orthodoxe a juridiction sur les nestoriens indiens.

## Églises des trois conciles
Les Églises ayant refusé le concile de Chalcédoine sont aussi organisées selon un territoire canonique national : ainsi l'Église copte couvre toute l'Égypte, l'Église orthodoxe éthiopienne est l'Église nationale de l'Éthiopie et l'Église apostolique arménienne est l'Église nationale de l'Arménie. Les chrétiens triconciliaires de Syrie, d'Irak et d'Iran ont également leurs propres juridictions, mais en raison des persécutions du XXIe siècle ils sont désormais plus nombreux en diaspora que dans leurs pays d'origine. 

## Églises des sept conciles
Aujourd'hui, les Églises des sept conciles sont organisées en fonction de critères nationaux selon les principes de synodalité et de collégialité. Chaque patriarche contrôle une juridiction canonique nationale qui l'élit et qui lui est propre ; nul de l'extérieur ne peut intervenir pour le déloger, car le Patriarcat œcuménique de Constantinople n'a pas d'autorité canonique comme la Papauté catholique, mais seulement une « primauté d'honneur » (dévolue aux Papes jusqu'en 1054 lorsque l'Église de Rome se sépara de la Pentarchie qu'elle ne reconnaissait d'ailleurs pas).      
Au sein de l'orthodoxie, les principales Églises nationales sont le Patriarcat œcuménique de Constantinople, l'Église orthodoxe grecque, Église orthodoxe chypriote, l'Église orthodoxe roumaine, l'Église orthodoxe géorgienne, l'Église orthodoxe arménienne, l'Église orthodoxe russe, l'Église orthodoxe serbe, l'Église orthodoxe monténégrine, l'Église orthodoxe bulgare et l'Église orthodoxe ukrainienne.
Certains pays se trouvent sous une double-juridiction canonique, avec deux Églises nationales superposées : c'est le cas de la Moldavie, où les indigènes relèvent du patriarcat roumain et les colons du patriarcat russe.
Plus récemment, le principe des Églises nationales a suscité un désaccord entre le patriarcat œcuménique de Constantinople et le patriarcat de Moscou car ce dernier revendique le territoire canonique de l'ancienne Union soviétique, s'opposant à la création de nouvelles Églises comme l'Église orthodoxe estonienne et le Patriarcat de Kiev, que le patriarche de Constantinople a reconnues.
Dans les pays non-orthodoxes, chaque Église nationale a ses propres évêchés hors-frontières, par exemple dans des villes comme Londres, Paris, Bruxelles, Montréal, Toronto, New York, Chicago, San Francisco ou Los Angeles où il existe des évêques russes, grecs, roumains et autres. Tous ne sont d'ailleurs pas rattachés au Patriarche en titre de leur église d'origine, car durant la longue période communiste, les gouvernements des nations orthodoxes autres que la Grèce et Chypre, avaient mis les églises nationales sous tutelle (tout en promouvant un athéisme d’État),,, ce qui généra l’apparition d’églises clandestines et la sécession de plusieurs évêchés orthodoxes d'Occident, qui constituèrent des Églises orthodoxes dissidentes.

## Église catholique
Outre les sept conciles antérieurs à la séparation de 1054, l'Église catholique romaine reconnaît comme valides et œcuméniques quatorze autres conciles, soit 21 en tout. Du point de vue « national », le gallicanisme avait été condamné au XVIIIe siècle et le pape Pie IX a revendiqué une juridiction universelle pour l'évêque de Rome. Ainsi, l'Église de Rome s'affirme universelle sous la direction unique du Pape : elle ne distingue pas d'Églises nationales, mais seulement des juridictions épiscopales ou archiépiscopales (dont les limites ne correspondent pas forcément à une nation historique ou politique) et des communautés rituelles (rites latin, grec, arménien, maronite, melkite, syriaque…).
Toutefois les évêques d'un même pays sont autorisés à fonder une conférence épiscopale nationale, comme la conférence des évêques de France ou la conférence des évêques catholiques des États-Unis. Au Royaume-Uni il existe trois conférences épiscopales distinctes (Angleterre, Écosse et Irlande). Selon le droit canonique, le Saint-Siège peut intervenir dans les affaires d'une conférence épiscopale s'il y a besoin, par exemple lorsque Joseph Ratzinger a dénoncé la « théologie de la libération » au sein du CELAM. 
Depuis deux siècles, les provinces et diocèses transnationaux disparaissent progressivement (l'Irlande constituant une exception importante à ce processus). Le recrutement des responsables ecclésiastiques d'un même pays et les instances de nomination des évêques sont de plus en plus alignés sur l'administration territoriale civile (par exemple en France, où les provinces ecclésiastiques ont été remodelées pour correspondre aux régions administratives civiles). Parallèlement, sous le pontificat de Jean-Paul II on a créé des archevêchés même pour de très petits pays (Vaduz, Monaco, Luxembourg…) ; on note des références informelles plus fréquentes aux diocèses « de Bruxelles » ou « de Budapest » (au lieu de « de Malines » ou « d'Esztergom ») et une réduction dans l'importance des primautés historiques au profit des chefs-lieux (par exemple Gniezno→Varsovie).
Il existe des Églises catholiques dissidentes qui refusent la juridiction universelle du souverain pontife : ce sont les Églises « vieilles-catholiques » et la partie de l'Église catholique en Chine inféodée au Parti communiste chinois (qui la qualifie de « patriotique », tandis que la partie fidèle au Pape, clandestine, est qualifiée de « traître à la patrie »).

## Églises réformées
Au moment de la Réforme, le principe des Églises nationales a été enseigné par Thomas Erastus : c'est l'érastianisme. La suprématie temporelle du roi était valorisée au-dessus de la primauté pontificale selon la formule Cujus regio, ejus religio.
L'Église d'Angleterre et l'Église évangélique luthérienne, l'Église d'Écosse, l'Église d'Irlande, l'Église de Suède, l'Église de Norvège, l'Église évangélique-luthérienne de Finlande, l'Église d'Islande, l'Église du Danemark sont toutes organisées selon des critères nationaux. En Amérique, un grand nombre d'Églises nationales, différentes par leur histoire et leur théologie, partagent le même territoire canonique : Canada, États-Unis, Brésil…